# هرر (عرقية)
هرر (بالعربية: هَرَر)، (بالهررية: ሐረሪ)، وتسمى أيضًا جيسو (بالهررية: ጌይኡሱእ) («شعب المدينة») هم مجموعة عرقية يسكنون القرن الأفريقي. يقيم السكان في مدينة هرر المسورة، الواقعة في ولاية هرر بشرق إثيوبيا. يتحدثون الهررية، وهي إحدى لغات المجموعة اللغوية السامية الإثيوبية والتي تعتبر من العائلة الأفروآسيوية.

## التاريخ

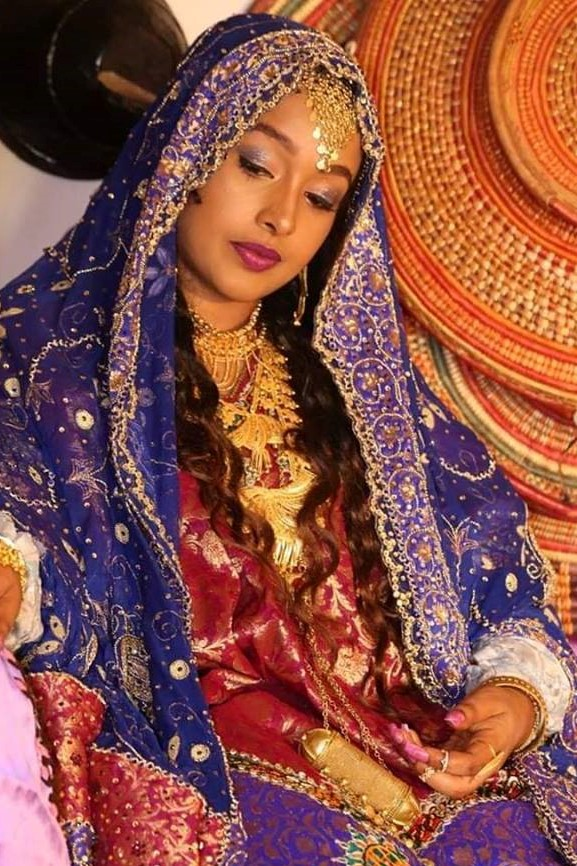
امرأة هررية بالزي التقليدي.

يُعتبر الهارلا- شعبًا من أصل أفريقي آسيوي منقرض، سكنوا هارارج - سلائف للشعب الهرري.  انتقل أسلاف هذا الشعب عبر باب المندب، ودخلوا شواطئ شمال الصومال من شبه الجزيرة العربية، مما أدى إلى إنتاج سكان ساميين بين الكوشيين والحاميين الذي أصبحوا هررًا.  وعند وصول الفقيه العربي أبادير، شيخ الهرريون في القرن العاشر، قابلته قبائل هارلا وجاتوري وعرقوبا. بحلول القرن الثالث عشر، كان الهرريون حكامًا لسلطنة عفت. في غارات القرن الرابع عشر على بلدة هرري من قبل الإمبراطور الحبشي أمدا سيون الأول، يشار إلى الهرريين باسم عرب هارلا. خلال الحرب العدلية الحبشية، استقرت بعض ميليشيات هراري في منطقة جراجي، مشكّلة مجموعة سيلتي العرقية. كان الهرريون يمثلون ذات مرة أكبر تجمع للفلاحين في شرق إفريقيا.
في القرن السادس عشر، ساعدت الجدران المبنية حول مدينة هرر في عهد الأمير نور في الحفاظ على هوية الهرريين من الاندماج مع الأورومو. كما تم عمل مستعمرات هررية في منتصف ساحل هرر من قبل الصوماليين مما وضع سلطنة هرر تحت الإكراه. أصبح الهرريون المحاصرون في المدينة المسورة آخر بقايا مجموعة عرقية كبيرة كانت تسكن المنطقة.  وبحسب أولريش براوكمبر، كانت جماعة هارلا-هرري السامية نشطة على الأرجح في المنطقة قبل الغزو الإسلامي لسلطنة عدل لإثيوبيا. شهد القرن السادس عشر غزو الأورومو لمناطق الصومال من المناطق الشمالية من هرجيسا إلى الأجزاء الجنوبية مثل جوبا السفلى، ودمج شعب الهرري. غضب الهرريون عندما قرر محمد جاسا نقل عاصمة سلطنة عدل من هرر إلى عوسا عام 1577 رداً على تهديدات الأورومو. في أقل من عام بعد انتقاله انهارات عدل. استمر وجود أئمة الهراري في ولاية عفر الجنوبية في إمامة عوسا حتى أطاحت بهم سلالة موديتو في القرن الثامن عشر، والتي أسست فيما بعد سلطنة عفر.
من بين الشعوب المستوعبة كان المسلمون العرب الذين وصلوا خلال بداية الفترة الإسلامية، وكذلك عرقوبا والمهاجرين الآخرين الذين انجذبوا إلى ثقافة هرار المتطورة. تثبت الإحصاءات أن شعبا يتحدثون السامية، شبيهة بالهررية قد سكنوا مساحة من الأرض بين جبال كركار ووسط عواش وجيجيجا. لقد قسمت هجرات الأورومو بشكل فعال هذه الكتلة اللغوية العرقية المفترضة إلى جزر بحيرة زواي، ومنطقة جراجي، وهرر. بعد تراجع صعود سلطنة عدل في المنطقة، ورد أن عددًا كبيرًا من الهررين تم استيعابهم ضمن مجتمع أورومو. في فترة إمارة هرر، أرسل الهرريون مبشرين لتحويل الأورومو إلى الإسلام. كانت خسارة معركة شيلينكو الحاسمة بمثابة علامة على نهاية استقلال هرر عام 1887  دعم الهرريون إمبراطور إثيوبيا المعين ولكن الغير متوج، إياسو الخامس، وجهوده المفترضة لجعل هرر عاصمة إمبراطورية إسلامية أفريقية. ومع ذلك، أطيح بإياسو في عام 1916، وتم سجن العديد من أتباع هرري.

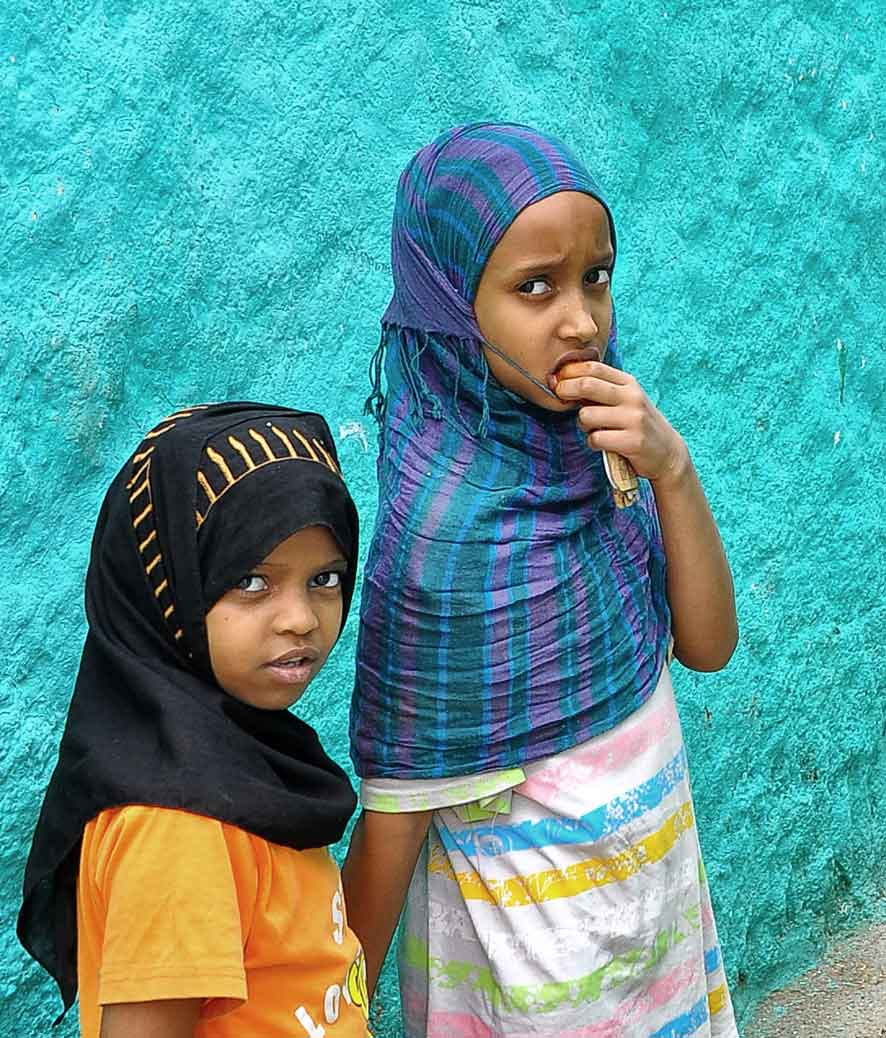
أطفال هرريون

بسبب الانتهاك الشديد لحقوق هرر خلال الحكم الحبشي، قام الهرريون بعدة محاولات لقطع العلاقات مع إثيوبيا وتوحيد هررجي مع الصومال، و لكن قُوضت هذه الحركة من الداخل من عُملاء للدولة حيث أنشؤوا حركة كولوب . أدت هذه الأحداث إلى جهود التهجير القسري لحكومة هيلا سيلاسي على الهرريين، لكسر سيطرتهم على هَرر. يشير مثل هرر أورومو إلى هذه المناسبة: «في ذلك اليوم تم التخلص من الهرريين من الأرض». ذكر عمدة هرر بركة سيلاسي السابق أن كلا من أمهرة وأورومو ينظران إلى الهرريين باحتقار. أدى إسقاط هيلا سيلاسي من قبل النظام الشيوعي ديرغ إلى اختلافات طفيفة للهرري. يصفونها بأنها «أكثر بقليل من الانتقال من المقلاة إلى النار». حرم القانون الريفي لعام 1975 الهررين من أراضيهم الزراعية، مما أجبر الكثيرين على الهجرة. وانضم أقارب الهرري الباقين على قيد الحياة من أعضاء حركة كولوب إلى القوات المسلحة الصومالية؛ والبعض، بعد أن تمت ترقيتهم كضباط عسكريين رفيعي المستوى، قاتلوا في حرب أوغادين لتحرير هرر/ الأراضي الصومالية من الحكم الإثيوبي. وشارك الهرريون أيضا في جبهة التحرير الصومالية الغربية. بعد أن فاز الإثيوبيون بالحرب في أوغادين، بدأ جنود الديرغ بذبح المدنيين في مناطق هرري في أديس أبابا لتعاونهم مع الصوماليين. واليوم يفوق شعب أمهرة وأورومو عدد الهرريين في ولايتهم. الحكومة الإثيوبية الحاكمة للسلطة منذ عام 1991 فضلت الهرريين بشكل كبير. حيث يسيطرون الآن على ولاية هرري الخاصة بهم مرة أخرى، وقد مُنحوا حقوقًا خاصة لم تُقدم لمجموعات أخرى في المنطقة. وفقا للأكاديمية سارة فوغان، تم إنشاء الدولة الإقليمية الشعبية الوطنية لشعب هرري لقلب العلاقة السيئة تاريخيا بين هرر والحكومة الإثيوبية.
يؤكد الهرريون وكذلك الصومالي شيخال وعشيرة هدية حلبا أصلهم من أبادير عمر الرضا، المعروف أيضًا باسم الفقيه عمر، الذي يصل نسبه إلى الخليفة الأول، أبو بكر. وبحسب المستكشف ريتشارد فرانسيس برتون، فقد عبر «الفقيه عمر» من شبه الجزيرة العربية إلى القرن الأفريقي منذ عشرة أجيال قبل عام 1854، مع أبنائه الستة: عمر الأكبر، وعمر الأصغر، وعبد الله وأحمد وصديق. ووفقًا للهرريين، فهي تتكون أيضًا من سبع عشائر فرعية في هارلا: أبوغن وأديش وعواري وجدايا وجاتوري وهرجايا ووارجار. كان الهرريون يُعرفون سابقًا باسم «أديري»، على الرغم من أن هذا المصطلح يُعتبر الآن انتقاصًا لهم.
حدث تزاوج بين أسلاف عرسي أورومو والسكان السابقين أديري (هرري) الذين يسمونهم هدية.  تدعي عشائر هدية أن أجدادهم كانوا من الهرريين لكنهم تأثروا فيما بعد بسيداما.  علاوة على ذلك، فإن حبار حبوشيد، وهي عشيرة فرعية من قبيلة إسحاق الصومالية في شمال الصومال، تحمل التقاليد التي نشأت من التزاوج بين الهرريين وأجدادهم.

## اللغة

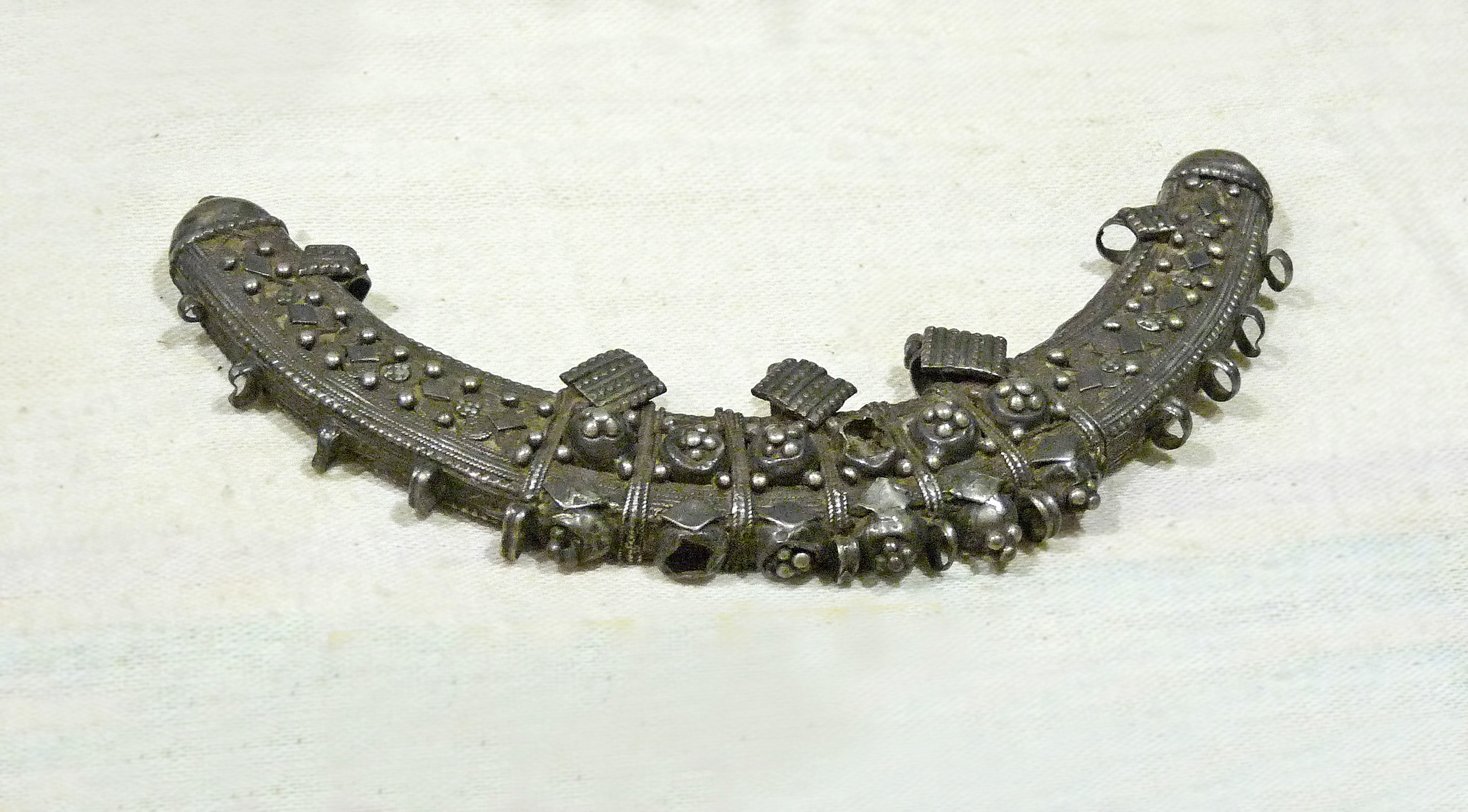
قلادة هرارية، محفوظة في متحف التاريخ الطبيعي والإثنوغرافيا في كولمار.

يتحدث شعب الهرر اللغة الهررية، وهي لغة إثيوسامية يشار إليها باسم Gey Ritma أو Gey Sinan («لغة المدينة»). ترتبط ارتباطا وثيقا باللغات الجراجية الشرقية وعلى غرار زاي وسيلتا، جميعهم ترتبط بلغة الهرالا الشبه منقرضة.  كان لدى الهررية القديمة بالفعل العديد من الكلمات المستعارة من اللغة العربية، والتي أثبتتها النصوص القديمة. تستخدم أغاني الزيلع - المشهورة في الصومال من القرن الثالث عشر- الهررية القديمة. كما تستخدم لهجات شمال الصومال كلمات هررية مستعارة. تأثرت اللغة الهررية المعاصرة بالأورومو أكثر من اللغة الصومالية ووجود العربية لا يزال هناك. بعد الغزو المصري لهرار في القرن التاسع عشر، تم استعارة العديد من الكلمات من اللهجة العربية المصرية.
كانت لغة الغافات المنقرضة الآن التي كان يتحدث بها على النيل الأزرق تتعلق باللهجة الهررية. ولها شكل من أشكال الارتباط مع السواحلية والمغاربية العربية.
تمت كتابة الهررية تاريخيا باستخدام النص العربي وبأحرف تعرف باسم «النص السري الهرري» من أصل غير معروف. في الآونة الأخيرة في التسعينات، تم نسخه بنص جعزي. كما كتبت الهررية أيضًا باللاتينية خارج إثيوبيا.
يشير التعداد الإثيوبي لعام 1994 إلى أنه كان هناك 21757 من المتحدثين بالهررية. تمركز حوالي 20000 من هؤلاء الأفراد خارج هرار، في العاصمة الإثيوبية أديس أبابا.
معظم الشعب الهرري يتحدثون باللغتين الأمهرية والأورومية، وكلاهما من اللغات الأفرو آسيوية. وفقًا للتعداد الإثيوبي لعام 1994، فإن حوالي 2,351 هم أحادي اللغة، يتحدثون فقط الهررية. 

## الدين
تقريبا كل الهرريين يدينون بالإسلام. كان أقدم كبير أو مدرس إسلامي في المجتمع هو أو صوفي يحيى، وهو عالم هرري كان معاصراً للشيخ أبادير وكان أول مؤسس لمدرسة قرآنية للقرآن على بعد حوالي 10 كيلومتر (6.2 ميل) إلى الجنوب من وسط المدينة.

## شخصيات هررية
- عبد الله الهرري، زعيم حركة الأحباش الصوفية السنية
- عبدالله الثاني بن علي عبدالشكور آخر أمير لهرر
- نور بن مجاهد مؤسس سلطنة هرار.
- علي بن داود مؤسس إمارة هرار.
- محفوظ إمام وعامة سلطنة عدل.
- أحمد بن إبراهيم الغازي، إمام وجنرال سلطنة عدل.
- باتي ديل وامبارا، ملكة سلطنة عدل.
- عبد الله صادق، حاكم أوغادين
- سامية جوتو، سفيرة إثيوبيا في قطر
- العقيد عبد السلام محمد فقيه، ضابط عسكري سابق في القوات المسلحة الصومالية
- الكابتن. محمد أحمد بومبا، الرئيس التنفيذي السابق للخطوط الجوية الإثيوبية
- د.دوري محمد، الرئيس السابق لجامعة أديس أبابا
- الأستاذ أحمد زكريا مؤرخ إثيوبي
- العميد علي جوتو، الجنرال العسكري السابق ورئيس ولاية هراري.